# Sainte-Foy-de-Peyrolières
Sainte-Foy-de-Peyrolières – miejscowość i gmina we Francji, w regionie Oksytania, w departamencie Górna Garonna.
Według danych na rok 1990 gminę zamieszkiwało 1221 osób, a gęstość zaludnienia wynosiła 32 osób/km² (wśród 3020 gmin regionu Midi-Pireneje Sainte-Foy-de-Peyrolières plasuje się na 282. miejscu pod względem liczby ludności, natomiast pod względem powierzchni na miejscu 182.).